# Kraftwerk Antonio Maceo
Das Kraftwerk Antonio Maceo, spanisch Central Termoeléctrica (CTE) Antonio Maceo oder auch CTE Renté, ist ein Ölkraftwerk bei Santiago de Cuba. Es befindet sich in Punta Yarey auf der westlichen Seite der Bahía de Santiago de Cuba. Es ging am 20. Februar 1966 in Betrieb und Namensgeber ist Antonio Maceo.
Das Ölkraftwerk wird von der staatlichen Unión Eléctrica betrieben und verfügt über vier Blöcke à 100 MW installierten Leistung sowie einer mit Heizöl betriebenen vorgelagerten Einheit von 60 MW.
Wie alle Kraftwerke Kubas ist auch das Renté, wie es innerhalb Kubas meist genannt wird, im Jahr 2024 in einem schlechten Zustand und fällt demzufolge regelmäßig aus. Zwar wurde es 2022 für mehrere Monate gewartet, doch läuft es auch weiterhin nicht stabil und trägt somit zur Energiekrise in Kuba mit einem täglichen landesweiten Stromdefizit von über 1,4 GW (Stand: Dezember 2024) bei.